# Красный спортивный интернационал
Кра́сный спорти́вный интернациона́л (сокр. Кра́сный спортинте́рн аббрев. КСИ нем. Rote Sportinternationale (RSI)) — коммунистическое международное объединение рабоче-крестьянских физкультурных организаций на платформе революционной классовой борьбы. Создание КСИ было вызвано нежелательной (для Москвы) деятельностью социал-демократического ЛСИ, который был создан годом ранее 2-м Интернационалом в сентябре 1920 года в Люцерне после Первой империалистической войны.
Коммунистический КСИ был задуман как альтернатива и социал-демократическому ЛСИ и буржуазному франко-английскому МОК.
КСИ существовал с 1921 по 1937 годы под эгидой Коминтерна.
Уменье провести беседу, доклад по основам советской физкультуры и международному рабочему спортдвижению (КСИ) перед группой не менее 20 человек входило в сдачу знаний физкультурного комплекса на получение значка «Готов к труду и обороне» 1931 и 1932 годов.

## История
КСИ был создан 23 июля 1921 года в Москве под эгидой Коминтерна с целью иметь «пролетарскую» альтернативу существующим буржуазным (МОК) и социал-демократическим (ЛСИ) международным спортивным организациям.
Красный спортинтерн был частью физкультурного движения в Советской России, ориентированного на физическую подготовку молодёжи к службе в Красной армии. Знание основ рабочего физкультурного движения и деятельности КСИ было требованием на получение значка «ГТО». Красный спортинтерн проводил спартакиады в противовес буржуазным Олимпийским играм, проводимым Международным олимпийским комитетом (МОК).
Цель Олимпийских игр — показание успехов физической культуры и выявление рекордных достижений в области чисто индивидуалистического спорта. В противовес Олимпийским играм буржуазно-капиталистических стран Красный спортинтерн устраивает Международные рабочие спортивные праздники (спартакиады), ставящие своей целью пропаганду физической культуры как средства оздоровления пролетариата и классового воспитания рабочих масс. Помимо отдельных спортивных соревнований, здесь выдвигаются массовые выступления. Первая Всесоюзная спартакиада с участием иностранных гостей состоялась в 1928 году в Москве. В 1932 году происходила Всемирная спартакиада Красного спортинтерна…— Энциклопедия Граната (1932)
Всего было проведено 3 летних и 1 зимняя спартакиады.
В 1921—1927 годах председателем КСИ был один из организаторов Октябрьской революции в России, зампредседателя Петроградского военно-революционного комитета по руководству Октябрьским вооружённым восстанием, Николай Подвойский.
В 1924 году проходил III конгресс Красного спортивного интернационала.
В апреле 1937 года КСИ был распущен Коминтерном.
Председатели
- 1921—1927 — Н. Подвойский
- 1931 — товарищ Жолдак